# Alexandria (Rumunia)
Alexandria – miasto w południowej Rumunii, ośrodek administracyjny okręgu Teleorman, na Nizinie Wołoskiej, nad rzeką Vedea (dopływ Dunaju). Liczy około 58,6 tys. mieszkańców.
W mieście rozwinął się przemysł maszynowy, metalowy, odzieżowy, włókienniczy, materiałów budowlanych oraz spożywczy.